# حمام سوسة
حمّام سوسة، مدينة تونسية تقع في ولاية سوسة وفيها يقع مقر معتمدية حمّام سوسة. تقع المدينة على ساحل البحر الأبيض المتوسط وتبعد 5 كلم على مدينة سوسة. تضم المدينة عدة وحدات فندقية لها طاقة استعاب تفوق 14 ألف سرير، كما يقع في المدينة ميناء القنطاوي السياحي. صناعيا تضم المدينة عدة وحدات صناعية ومقر مجموعة موبلاتكس أكبر شركة لصناعة الأثاث في تونس. تضم حمّام سوسة قرابة 40 ألف نسمة وتبلغ مساحتها 20 كلم مربع. وُلد فيها الرئيس السابق زين العابدين بن علي ، الوزير الأول السابق الهادي البكوش، ووزير الخارجية السابق كمال مرجان. ينشط في البلدة فريق الأمل الرياضي بحمام سوسة.

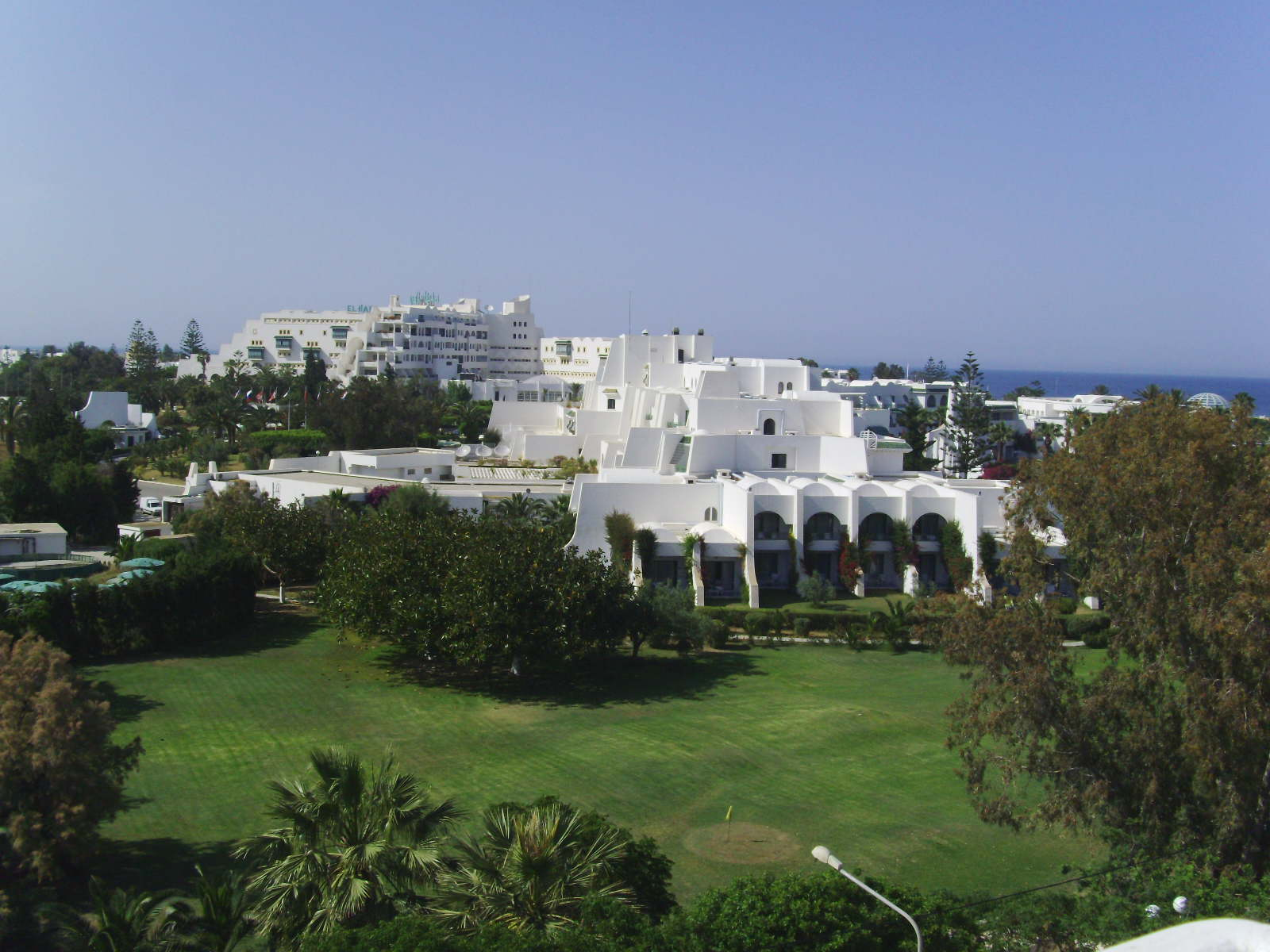
منطقة مرسى القنطاوي تقع في بلدية حمام سوسة

## أعلام
- كمال لطيف
- زين العابدين بن علي
- كمال مرجان
- المختار العتيري
- الهادي البكوش